# Йоан X Антиохийски
Йоан X е патриархът на Антиохия и целия Изток. Роден е на 1 януари 1955 г. в Латакия, Сирия.